# 三甲利定
三甲利定是一种含氮有机化合物，化学式C17H25NO2，属于類阿片化合物，是阿法罗定的同系物。20世纪50年代初由苏联研究哌替啶相关药物时开发。